# 정재원 (1980년)
정재원(1980년 8월 4일 ~ )은 모던 록 밴드 넬(Nell)의 드러머였다.

## 음악 활동

### 계기
어릴 적 친구 이재경이 Pearl Jam과 Metallica의 앨범을 들려주었는데, 그때 큰 충격을 받고 음악을 해야겠다는 생각을 하게 되었다. 그 후 이재경과 같이 밴드를 만들기 위해 중학교 2학년부터 드럼을 치기 시작했다.
그 후 19살 무렵, 김종완이 한국에 돌아왔을 때 밴드 아일럿(ilot)으로 모이게 되었고 1999년 7월 31일 밴드명을 넬로 바꾸고 본격적인 활동을 시작했다.

### 외부 활동
넬 활동 이외에 다음 가수의 앨범에 참여하였다.
| 연도 | 노래   | 앨범   | 가수                               | 참여      |
| ---- | ------ | ------ | ---------------------------------- | --------- |
| 2008 | Cherry | Cherry | 스트로베리 필즈(Strawberry Fields) | 드럼 세션 |

## 교우 관계
- 넬에서 이재경과는 초, 중, 고등학교 동창이고, 김종완과는 중학교 동창이다. 이정훈과는 같은 동네 친구로 만나게 되었다.

## 에피소드 및 기타 사항

### 에피소드
넬의 멤버들은 어려서부터 친구들이었기 때문에 서로에 관한 에피소드와 이들과 친한 사람들과의 에피소드가 다수 존재한다. 다음은 그 내용.
- 넬 콘서트 때 가끔씩 멤버별로 포지션을 바꾸어, 일명 '정재원 밴드'를 결성하기도 한다. 보컬인 김종완이 드럼을 치고, 정재원이 노래를 한다. 대표적인 커버곡은 Blur의 〈Song 2〉. KBS 2 윤도현의 러브 레터에 방송되기도 했었다.

### 기타 사항
- 팬들 사이에서 원, 글매 등으로 불린다. '글매'란 세계적으로 인기가 많은 재원의 별명인 '글로벌 매력남'의 준말이다.
- 키는 180cm 초반이다.